# Stanley Green

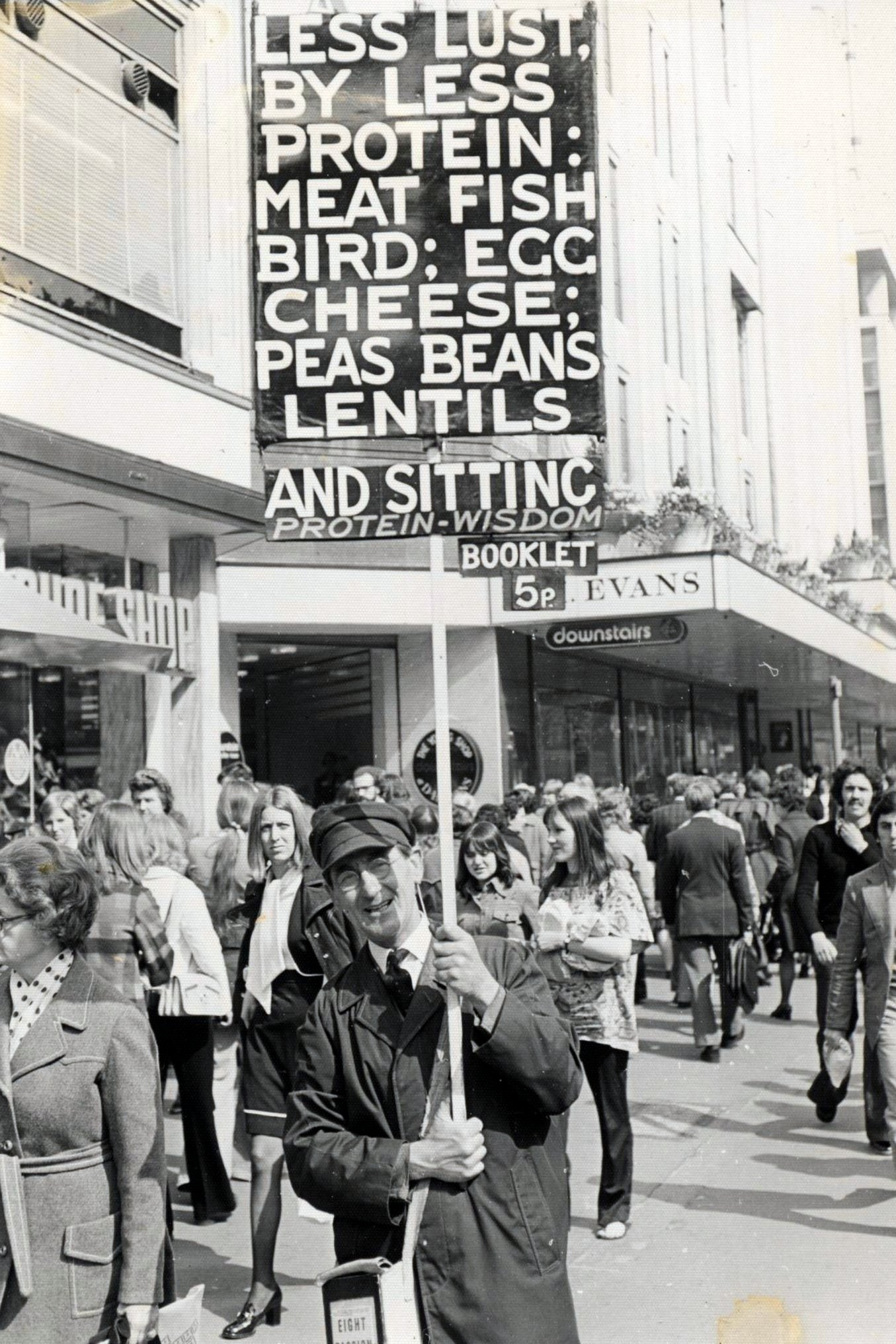
Stanley Green mit Plakat

Stanley Owen Green (* 22. Februar 1915 Harringay, London; † 4. Dezember 1993 Northolt, London), bekannt als Protein Man, war in der zweiten Hälfte des 20. Jahrhunderts eine menschliche Werbetafel im Zentrum Londons.

## Leben und Wirken
Am 22. Februar 1915 wurde Stanley Green, als jüngster von vier Brüdern, von May Green und ihrem Ehemann Richard Green im Ortsteil Harringay von Londons geboren. Sein Vater war Angestellter in einer Flaschenverschlussfabrik.
Ein Schriftsteller nannte ihn "die berühmteste nicht berühmte Person in London". Laut Lynne Truss wurde Green in und um die Oxford Street im West End zu einer so allgegenwärtigen Figur, dass er „wie Zelig, in jedem Schwarz-Weiß-Bild von Londoner Menschenmengen, das man je gesehen hat, präsent war“. 25 Jahre lang, von 1968 bis 1993, patrouillierte Green in der Oxford Street mit einem Plakat, das "Proteinweisheit" empfahl, eine proteinarme Diät, von der er sagte, dass sie die Libido dämpfen und die Menschen freundlicher machen würde. Seine 14-seitige selbst veröffentlichte Broschüre Eight Passion Proteins with Care ging durch 84 Auflagen und verkaufte sich über 20 Jahre hinweg 87.000 Exemplare. Greens "Kampagne zur Unterdrückung des Begehrens", wie es ein Schriftsteller beschrieb, war nicht immer beliebt, aber die Londoner entwickelten eine Zuneigung zu ihm. Die Sunday Times interviewte ihn 1985, und das Modehaus Red or Dead verwendete seinen Slogan "weniger Leidenschaft durch weniger Protein" in einer seiner Kollektionen.
Als Stanley Green im Alter von 78 Jahren starb, veröffentlichten Daily Telegraph, The Guardian und The Times Nachrufe, und das Museum of London erwarb seine Broschüren und Plakate. 2006 wurde seine Biografie in das Oxford Dictionary of National Biography aufgenommen.